# Mieczysław Brdyś
Mieczysław Adam Brdyś (ur. 24 grudnia 1946 w Poznaniu, zm. 25 lipca 2015 w Birmingham) - był polskim automatykiem, teoretykiem sterowania.

## Życie i działalność naukowa
Ukończył szkołę średnią w 1965 w Katowicach (Śląskie Techniczne Zakłady Naukowe). Studiował elektronikę na Politechnice Warszawskiej i matematykę teoretyczną na Uniwersytecie Warszawskim. Doktoryzował się w 1974 na Politechnice Warszawskiej, pisząc pracę na temat systemów sterowania, tam też pracował później na stanowisku adiunkta. W 1980 habilitował się także na Politechnice Warszawskiej na podstawie rozprawy „Teoria hierarchicznych układów sterowania dla złożonych procesów wolnozmiennych”. W 1993 otrzymał tytuł profesora zwyczajnego.
Przez wiele lat swojej kariery pracował poza krajem. Na przełomie lat 1978 i 1979, przebywał, jako profesor wizytujący na University of Minnesota w Minneapolis, pracując tam jednocześnie, jako konsultant dla firmy Honeywell. W latach 1983–1984 wykładał na londyńskim City University. W latach 1985–1988, prowadził badania na De Monfort University w Leicester w Wielkiej Brytanii. Od 1989 do chwili obecnej wykładał na University of Birmingham. Brdyś utrzymywał jednak przy tym bliskie kontakty z ośrodkami naukowymi w Polsce, od 2000  wykładał też na Politechnice Gdańskiej.
Był autorem kilku monografii, kilkunastu rozdziałów w opracowaniach monograficznych, autorem ponad 100 artykułów (m.in. w renomowanych czasopismach naukowych Automatica, IEEE Transactions on Automatic Control) i referatów konferencyjnych. Prowadząc projekty badawcze działał też, jako konsultant dla firm w Polsce i za granicą.

## Wybrane publikacje
- Zbiór zadań z programowania matematycznego, Warszawa 1979, Wyd. Polit. Warsz.
- Teoria hierarchicznych układów sterowania dla złożonych procesów wolnozmiennych, Warszawa 1980, Wyd. Polit. Warsz., s. 171
- (współautor z W. Findeisenem, F. N. Baileyem, K. B. Malinowskim, P. Tatjewskim i A. Woźniakiem), Control and Coordination in Hierarchical Systems, J.Wiley&Sons (International Series on Applied Systems Analysis, vol. 9, 1980)
- (z  Andrzejem Ruszczyńskim) Metody optymalizacji w zadaniach, Warszawa 1985, Wydawnictwa Naukowo-Techniczne
- (red. z Krzysztofem Malinowskim) Computer aided control system design. Methods, tools and related topics, Singapore 1994, World Scientific Publishing, s. 546, ISBN 981-02-1391-3
- (z Bogumiłem Ulanickim) Operational control of water systems. Structures, algorithms, and applications, 1994, Prentice Hall, ISBN 978-0-13-638974-3
- (z Piotrem Tatjewskim) Iterative algorithms for multilayer optimizing control, 2005, Imperial College Press, ISBN 978-1-86094-514-4